# Саламина (Магдалена)
Саламина (исп. Salamina) — город и муниципалитет на севере Колумбии, на территории департамента Магдалена.

## История
Муниципалитет Саламина был выделен в отдельную административную единицу в 1765 году.

## Географическое положение

Муниципалитет Саламина

Город расположен в северо-западной части департамента, на правом берегу реки Магдалена, на расстоянии приблизительно 102 километров к юго-западу от Санта-Марты, административного центра департамента Магдалена. Абсолютная высота — 9 метров над уровнем моря.

Муниципалитет Саламина граничит на севере с территорией муниципалитета Ремолино, на востоке — с муниципалитетом Пивихай, на юге — с муниципалитетом Эль-Пиньон, на западе — с территорией департамента Атлантико. Площадь муниципалитета составляет 175 км².

## Население
По данным Национального административного департамента статистики Колумбии, совокупная численность населения города и муниципалитета в 2015 году составляла 7089 человек.
Динамика численности населения муниципалитета по годам:
| 2005 | 2006 | 2007 | 2008 | 2009 | 2010 | 2011 | 2012 | 2013 | 2014 | 2015 |
| ---- | ---- | ---- | ---- | ---- | ---- | ---- | ---- | ---- | ---- | ---- |
| 8404 | 8236 | 8090 | 7946 | 7812 | 7690 | 7561 | 7434 | 7324 | 7201 | 7089 |

Согласно данным переписи 2005 года мужчины составляли 51,6 % от населения Саламины, женщины — соответственно 48,4 %. В расовом отношении белые и метисы составляли 97,1 % от населения города; негры, мулаты и райсальцы — 2,9 %.
Уровень грамотности среди всего населения составлял 77,9 %.

## Экономика
Основу экономики Саламины составляет сельскохозяйственное производство.

72,3 % от общего числа городских и муниципальных предприятий составляют предприятия торговой сферы, 18,8 % — предприятия сферы обслуживания, 8,4 % — промышленные предприятия, 0,5 % — предприятия иных отраслей экономики.

## Транспорт
Через город проходит национальное шоссе № 27 (исп. Ruta Nacional 27).